# Kreuswiesen
Kreuswiesen ist ein abgekommener Ort in der Marktgemeinde Hernstein, Niederösterreich.
Der Ort scheint urkundlich zwischen 1165 und 1617 auf, soll über 6 Haushalte verfügt haben und wird 1614 als öd bezeichnet. Seine Lage ist östlich von Hernstein zu vermuten.